# جامع الأجانب
جامع الأجانب ويسمى أيضا جامع برزيم أو جامع الغربة، هو مسجد تونسي واحد من الأماكن الرئيسية لعبادة حومة السوق، في جزيرة جربة.

## تاريخ الجامع
بني في القرن الخامس عشر، كان المبنى في الأصل مدرسة دينية  التي درس فيها العلامة واللاهوتي إبراهيم الجمني في القرن السابع عشر،قبل إن يتم بناء المدرسة المجاورة له (بدأ البناء في 1674 والانتهاء منها في 1714)
هذا المسجد هو معالم تاريخي مصنف في تونس</ref>. Cette mosquée est classée monument historique.